# Centro Comercial Punto Bahía
Punto Bahía es un centro comercial del tipo fashion mall ubicado en la ciudad de Manzanillo, Colima, México, propiedad de la desarrolladora inmobiliaria Conquer Property Management. La obra inició su construcción el 15 de octubre de 2014 e inició sus operaciones el 30 de octubre de 2015 con la apertura de la tienda departamental La Marina, encabezada por el secretario de Fomento Económico, José Carlos Ahumada Viveros, en representación del entonces Gobernador del Estado de Colima, Mario Anguiano Moreno.

## Historia
Punto Bahía inicia su construcción el 15 de octubre de 2014 a través de la colocación de la primera piedra de la tienda departamental La Marina, bajo un terreno de 28 mil metros cuadrados de superficie ubicado en el bulevar Costera Miguel de la Madrid Hurtado en la ciudad portuaria de Manzanillo, Colima, México. La obra inició sus operaciones el 30 de octubre de 2015 con la inauguración de la tienda departamental La Marina, cuya ceremonia de corte de listón inaugural fue encabezado por el secretario de Fomento Económico, José Carlos Ahumada Viveros, en representación del entonces Gobernador del Estado de Colima, Mario Anguiano Moreno, en conjunto con el presidente del Consejo de Administración de La Marina, Guillermo Burn Ramos y el ingeniero Guillermo Burn Solórzano, en el que a partir de allí el complejo comercial iniciaría operaciones de tiendas y restaurantes entre los años de 2015 y 2022, entre ellas la apertura del complejo de cines de la cadena mexicana Cinépolis a finales del año 2015.
El 20 de mayo de 2016, se inaugura oficialmente el centro comercial Punto Bahía, cuya apertura y corte de listón inaugural fue encabezada por la entonces presidenta municipal de Manzanillo, Gabriela Benavides Cobos.
El 19 de septiembre de 2022, el centro comercial Punto Bahía suspendió sus operaciones de manera temporal debido al colapso y derrumbe del gimnasio Capital Fitness, esto debido a la magnitud del sismo de aproximadamente 7.7 grados provocado por el Terremoto de Michoacán de 2022.
Tras el cierre temporal del complejo comercial por las afectaciones provocadas por el sismo del provocado por el Terremoto de Michoacán de 2022, el 4 de marzo de 2023, la obra inició su proceso de rehabilitación a través de la reconstrucción y reparación del complejo comercial Punto Bahía. El 14 de abril de 2023, el centro comercial Punto Bahía reinició sus operaciones con la reapertura de la tienda departamental La Marina, esto tras siete meses de llevar a cabo su proceso de rehabilitación y reconstrucción.
El 21 de julio de 2023, el centro comercial Punto Bahía suspendió sus operaciones de manera temporal debido a un incendio en el sótano del estacionamiento de dicho complejo comercial, retomando sus operaciones poco tiempo después.
El 20 de marzo de 2024, Punto Bahía se reestructura con el inicio de operaciones de la cadena de tiendas departamentales El Puerto de Liverpool en su formato de tienda omnicanal Liverpool Express, el cual se aplicó una inversión de 3.7 millones de pesos en su edificación y apertura, bajo una superficie de área de ventas de 145m2.

## Características
Punto Bahía consta de un centro comercial estilo fashion mall ubicado en el bulevar Costera Miguel de la Madrid Hurtado en la localidad de Salagua dentro de la ciudad portuaria de Manzanillo, Colima, el cual cuenta con un área total de construcción de 28,000 metros cuadrados, de los cuales más de 18,000 m². son de área rentable estructurado a tres niveles de área comercial. 
Comercialmente, Punto Bahía consta de un total de 67 espacios comerciales, dos de los cuales son de tiendas ancla conformadas por una tienda departamental (La Marina)  y un complejo cinematográfico de la cadena Cinépolis, así como una tienda sub-ancla conformada por la tienda omnicanal Liverpool Express de la cadena departamental mexicana El Puerto de Liverpool, la cual fue inaugurada el 20 de marzo de 2024. En tanto, los 64 espacios restantes la conforman tiendas, boutiques, restaurantes, áreas de comida, servicios y entretenimiento en las divisiones de ropa, calzado, accesorios, hogar, videojuegos, tienda de conveniencia, telefonía móvil, comida rápida y gimnasio entre otros giros de la índole local, estatal, nacional e internacional, divididas en cinco zonas (A, B, C, F y K). Actualmente, el centro comercial Punto Bahía es propiedad de la desarrolladora inmobiliaria mexicana Conquer Property Management.

## Acontecimientos
El 19 de septiembre de 2022, debido al sismo provocado por el Terremoto de Michoacán de 2022 que afectó a la ciudad de Manzanillo, Colima, el centro comercial Punto Bahía suspendió sus operaciones y fue cerrada temporalmente por el colapso y derrumbe del gimnasio Capital Fitness, ocasionado por una magnitud de aproximadamente 7.7 grados, retomando sus operaciones el 14 de abril de 2023 con la reapertura de la tienda departamental La Marina, esto tras siete meses de reconstrucción y rehabilitación del complejo comercial.
El 21 de julio de 2023, el centro comercial Punto Bahía suspendió temporalmente sus operaciones debido al incendio de un vehículo en el área de estacionamiento, cuyo cierre temporal del inmueble comercial fue bajo la intervención de Protección Civil y Bomberos de Manzanillo para la protección y resguardo de la vida y seguridad de las personas, siendo reabierta poco tiempo después.